# Elezione del Presidente del Senato del 1985
L'elezione del presidente del Senato del 1985 per la IX legislatura della Repubblica Italiana si è svolta il 9 luglio 1985.
Il presidente del Senato uscente, in quanto eletto presidente della Repubblica, è Francesco Cossiga. Presidente provvisorio del Senato è il vicepresidente Giorgio De Giuseppe.
Presidente del Senato della Repubblica, eletto al I scrutinio, è Amintore Fanfani.

## L'elezione

### Preferenze per Amintore Fanfani
| Scrutinio | Voti | Percentuale |
| --------- | ---- | ----------- |
| I         | 238  | 80,1%       |

## 9 luglio 1985

### I scrutinio
Per la nomina è richiesta la maggioranza assoluta dei componenti dell'Assemblea.
| Dati votazione | Dati votazione              |    | Nome                      | Nome | Voti |
| -------------- | --------------------------- | -- | ------------------------- | ---- | ---- |
| Presenti       | 297                         |    | Amintore Fanfani          | 238  |      |
| Votanti        | 297                         |    | Maria Eletta Martini      | 6    |      |
| Astenuti       | 0                           |    | Francesco De Martino      | 2    |      |
| Maggioranza    | 163                         |    | Alessandro Pertini        | 2    |      |
|                |                             |    | Francesco Paolo Bonifacio | 2    |      |
|                | Giovanni Francesco Malagodi | 2  |                           |      |      |
|                | Carlo Donat-Cattin          | 1  |                           |      |      |
|                | Gianfranco Pasquino         | 1  |                           |      |      |
|                | Benigno Zaccagnini          | 1  |                           |      |      |
|                | Paolo Volponi               | 1  |                           |      |      |
|                | Maria Paola Colombo Svevo   | 1  |                           |      |      |
|                | Schede bianche              | 40 |                           |      |      |
|                | Schede nulle                | 0  |                           |      |      |

Risulta eletto: Amintore Fanfani